# De koningentaart
De koningentaart (Frans:Le gâteau des rois) is een schilderij van Jean-Baptiste Greuze uit 1774. De titel verwijst naar de taart die in Frankrijk gegeten wordt op Driekoningen. Sinds 1836 maakt het werk deel uit van de collectie van het Musée Fabre in Montpellier.

## Voorstelling
Greuze schilderde vooral genrestukken, die vaak een morele boodschap bevatten. Zijn werken vormen een illustratie van de verlichtingsfilosofie van denkers zoals Diderot en Rousseau, die de deugden van het eenvoudige familieleven verheerlijkte. Diderot beschouwde hem als "de eerste onder ons die ontdekte hoe de kunst zedelijk gemaakt kan worden."
Op De koningentaart is een gegoede boerenfamilie op Driekoningen te zien. De vader, die een natuurlijk gezag uitstraalt, deelt de koningentaart uit aan zijn kinderen. In deze koek zit een boon verstopt. Diegene die het stuk met deze boon pakt, mag zich een dag lang koning noemen. De meeste kinderen volgen het schouwspel met vrolijke gezichten. Links knuffelt de moeder een van haar kinderen. Alleen het meisje rechts staat er bedremmeld bij. Misschien heeft zij de mand appels op de grond omgegooid. Greuze slaagt erin elk familielid een eigen uitdrukking te geven, die nergens overdreven aandoet.
De voorstelling van dit ogenschijnlijk harmonieuze en gelukkige gezin, met levendig uitgevoerde gezichten en fraaie halftinten, illustreert zowel Greuzes artistieke als morele opvattingen. De waardige manier waarop de taart gedeeld wordt, brengt een streven naar gelijkheid tot uitdrukking en een acceptatie van de voorzienigheid, die bepaalt in welk stuk de boon zit.

## Herkomst
- Waarschijnlijk in bezit van de koninklijke raadgever en verzamelaar Charles Nicolas Duclos-Dufresnoy in Parijs
- 18-21 augustus 1795: na zijn dood verkocht aan de graveur Alexandre-Louis Roëttiers de Montaleau
- 19-29 juli 1802: verkoop van zijn collectie
- In bezit van Guillaume-Jean-Godefroy-Colomb Emler, een belangrijke handelaar in koloniale voedingsmiddelen.
- 27 december 1809: verkoop aan de handelaar Rocheux
- In bezit van Antoine Valedau
- 1836: Nagelaten aan het Musée Fabre